# Нікола Лемері
Нікола Лемері (17 листопада 1645, Руан — †19 червня, Париж 1715) — французький хімік, аптекар, лікар, член Паризької академії наук (з 1699 р.).

## Біографія
Народився в Руані. Вивчав фармацію в одній з аптек Руану. У 1666 р. протягом шести місяців вивчав хімію в Парижі, потім у пошуках авторитетних викладачів хімії вирушив у подорож по всій Франції. У 1669—1672 р. жив у Монпельє, де вже сам читав лекції з хімії. З 1672 р. в Парижі, де виступав з публічними лекціями, організував аптеку і в ній невелику хімічну лабораторію. Був гугенотом, за що зазнавав переслідувань. У 1681 р. був змушений виїхати до Німеччини, потім повернувся до Парижа. У 1683 р. виїхав до Англії. У 1686 р. перейшов у католицизм і знову отримав можливість працювати у своїй аптеці в Парижі, займатися медичною практикою і читати лекції.

## Наукова діяльність
Основні дослідження присвячені систематизації хімічних відомостей. Противник алхімічних вчень, блискучий викладач і популяризатор хімії. Автор «Курсу хімії» (1675 р.), який витримав 12 видань. Визначав хімію як «мистецтво розділяти різні речовини, що містяться в змішаних тілах». Простими називав тіла, які в той час не могли бути розкладені, — спирт, олію, сіль, воду і землю. До сумішей відносив мінерали, рослинні і тваринні речовини — відповідно до трьох царств, на які сучасне йому природознавство ділило природу.